# Li, Changde
Li, tidigare romaniserat Lihsien, är ett härad som lyder under Changdes stad på prefekturnivå i Hunan-provinsen i sydöstra Kina.